# Trukcharopa trukana
Trukcharopa trukana é uma espécie de gastrópode  da família Charopidae.
É endémica da Micronésia.